# میشل گلسی
میشل گلسی (انگلیسی: Michele Gelsi؛ زادهٔ ۷ سپتامبر ۱۹۶۸) بازیکن فوتبال اهل ایتالیا است.
از باشگاه‌هایی که در آن بازی کرده‌است می‌توان به باشگاه فوتبال پروجا، باشگاه فوتبال فیورنتینا، باشگاه فوتبال پارما، باشگاه فوتبال اودینزه، باشگاه فوتبال دلفینو پسکارا، باشگاه فوتبال لیورنو، و باشگاه فوتبال اتلتیکو آرتزو اشاره کرد.